# (4745) Nancymarie
(4745) Nancymarie es un asteroide perteneciente al cinturón de asteroides, descubierto el 9 de julio de 1989 por Henry E. Holt desde el Observatorio del Monte Palomar, Estados Unidos.

## Designación y nombre
Designado provisionalmente como 1989 NG1. Fue nombrado Nancymarie en homenaje a "Marie Nancy Martínez", hija del descubridor.

## Características orbitales
Nancymarie está situado a una distancia media del Sol de 3,016 ua, pudiendo alejarse hasta 3,196 ua y acercarse hasta 2,835 ua. Su excentricidad es 0,059 y la inclinación orbital 8,688 grados. Emplea 1913 días en completar una órbita alrededor del Sol.

## Características físicas
La magnitud absoluta de Nancymarie es 12. Tiene 12,87 km de diámetro y su albedo se estima en 0,17.